# バーバラ・リー
バーバラ・ジーン・リー（Barbara Jean Lee、1946年7月16日 - ）は、アメリカ合衆国の政治家。民主党所属。1998年から2025年までカリフォルニア州選出の連邦下院議員を務めたのち、2025年にカリフォルニア州オークランド市長に就任した。2001年のアメリカ同時多発テロ事件後の武力行使容認に対し、連邦議会で唯一反対票を投じたことで知られている。

## 若年期と教育
テキサス州エルパソで1946年7月16日にバーバラ・ジーン・タット(Barbara Jean Tutt)として生まれた。父はアメリカ陸軍中佐ガービン・アレクサンダー・タットで、3人姉妹の長女だった。黒人専用病院で生まれたが、リーが産まれるとき、病院側が母親の介助を拒否したため、母親は廊下に置き去りにされた。リーはアフリカ系アメリカ人であり、遺伝子診断によると、ギニアビサウとシエラレオネ出身者の子孫である。カトリック教徒として育ち、ロレット修道女会の教会学校に通った。エルパソのガールスカウトで唯一のアフリカ系アメリカ人であり、幼少期に人種差別に苦しんだと回想している。
両親は1955年に離婚した。リーは2人の妹とともに母親に引き取られ、1960年にカリフォルニア州に移り住んだ。ロサンゼルス、パコイマ地区のサンフェルナンド高校に入学し、全米黒人地位向上協会(NAACP)の協力を受けて、同校で初めてアフリカ系アメリカ人のチアリーダーとなった。1964年に高校を卒業した。15歳のとき、当時アメリカ国内では人工妊娠中絶が禁止されていたため、メキシコのシウダー・フアレスで妊娠中絶の闇手術を受けた。
アメリカ空軍所属のカール・リー(Carl Lee)と結婚し、高校卒業後、夫とともにイギリスに渡った。カールとの間に2人の子供をもうけたが、リーが20歳のときに離婚した。リーはこの結婚は悲惨なものだったと後に語っている。離婚後、リーはホームレスになった。
その後、サンフランシスコ・ベイエリアに移り、ノースイースタン大学ミルズカレッジに入学した。大学では黒人学生組合の会長を務め、1973年に心理学の学士号を取得して卒業した。その後、カリフォルニア大学バークレー校に入学し、1975年にソーシャルワークの修士号を取得して卒業した。公的扶助とフードスタンプを利用し2人の子供を育てながらの学生生活であり、しばしば子供を連れて授業に出席していた。

## 政界における初期のキャリア
リーはグレンデール福祉協議会に勤め、後にカリフォルニア州労働統計局に統計事務員として勤務した。
ミルズカレッジ黒人学生組合会長を務めていたとき、アフリカ系アメリカ人女性初の連邦議会下院議員であるシャーリー・チザムを大学に招いて講演をしてもらったことがあった。これをきっかけに、リーは1972年の大統領選挙でチザムの選挙運動に参加し、1972年の民主党全国大会ではチザム陣営を代表して演説した。リーは後に、チザムは自身が政治に参加するきっかけをくれたメンターだったと語っている。
また、リーは学生時代、ブラックパンサー党のオークランド支部のコミュニティ学習センターでボランティアをし、ブラックパンサー党共同創設者ボビー・シールの1973年のオークランド市長選挙運動に関わっていた。その関係から、リーはFBIの監視を受けていた。
大学院生時代に、地域密着型のメンタルヘルス・クリニック、Community Health Alliance for Neighborhood Growth and Education (CHANGE)を設立した。その後、オークランドを地盤とする連邦下院議員、ロナルド・デルムスの事務所でインターンシップをした後、フルタイムで働くようになり、最終的には事務所のチーフスタッフとなった。当時、リーは連邦議会議員のスタッフにおける唯一のアフリカ系アメリカ人および女性だった。1987年にデルムス事務所のスタッフを辞め、ベイエリアに戻って施設管理会社を設立した。

## カリフォルニア州議会議員
1990年、オークランド市長選挙出馬のために引退したエリフ・ハリスの後継としてカリフォルニア州下院議員に当選した。下院議員を3期務めた後、1996年にカリフォルニア州上院議員に当選した。1998年の連邦下院補欠選挙に当選したため、州上院議員を辞任した。
リーは北カリフォルニア選出の初のアフリカ系アメリカ人女性の州議会議員だった。州議会議員在任中に67件の法案を提出し、その中には学校ヘイトクライム防止法や女性に対する暴力防止法も含まれている。また、カリフォルニア州における三振法の廃止に尽力し、LGBTQ+の権利を早くから擁護していた。

## 連邦下院議員

### 選挙

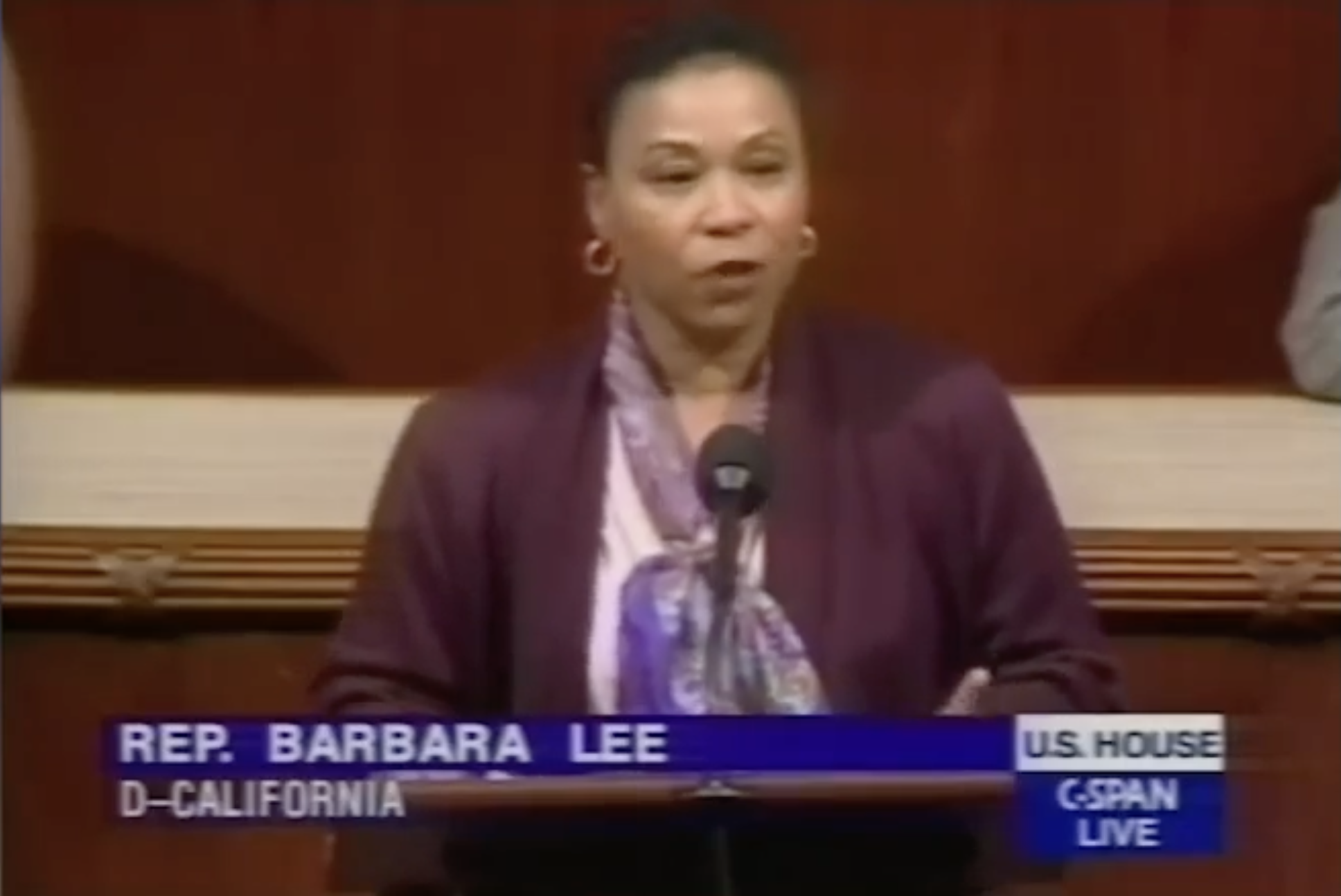
1999年12月19日、ビル・クリントン大統領弾劾の下院討論会で演説するリー

1988年、ロナルド・デルムス連邦下院議員の任期途中の引退に伴う補欠選挙に立候補し、66%の得票率で当選した。同年11月に行われた通常選挙にも、83%の得票率で当選した。以降、12回再選されている。
リーは、14期目となる2024年の下院議員選挙には出馬せず、引退を表明していたダイアン・ファインスタインの後継として上院議員に立候補することを表明した。

### 任期中
リーが選出された選挙区は、1988年に初当選したときは第9選挙区だった。選挙区割り変更により2013年に第13選挙区となり、2023年に第12選挙区となった。
リーの選挙区はアラメダ郡に位置し、オークランド、バークレー、エメリービル、アラメダ、オールバニー、ピードモント、サンレアンドロの各市の全域およびサンロレンゾの大部分を含む。クック・パーティザン・ボーティング・インデックスは、リーの選挙区をD+40と評価し、全米で最も民主党支持者が多い選挙区の一つとなっている。
2007年に『ナショナル・ジャーナル』誌が2006年の各議員の経済、社会、外交問題に関する投票行動に基づいて行ったリベラル度の評価によると、リーの総合評価は84.3%だった。これは、下院議員全体の84.3%よりもリベラルなスタンスで投票しているという意味である。経済問題では82%、社会問題では92%、外交政策では65%だった。『プログレッシブ・パンチ』誌からは97%進歩主義的という評価を、アメリカ保守連合からは4%保守的という評価を受けた。GovTrackによる2016年の「進歩的な下院議員ランキング」で第3位だった。
2005年から2009年まで革新議員連盟議長、2009年から2011年まで黒人議員連盟議長を務めた。また、LGBTQ+平等議員連盟の創設メンバーであり、大麻議員連盟の共同議長、下院民主党運営政策委員会の共同議長も務めた。

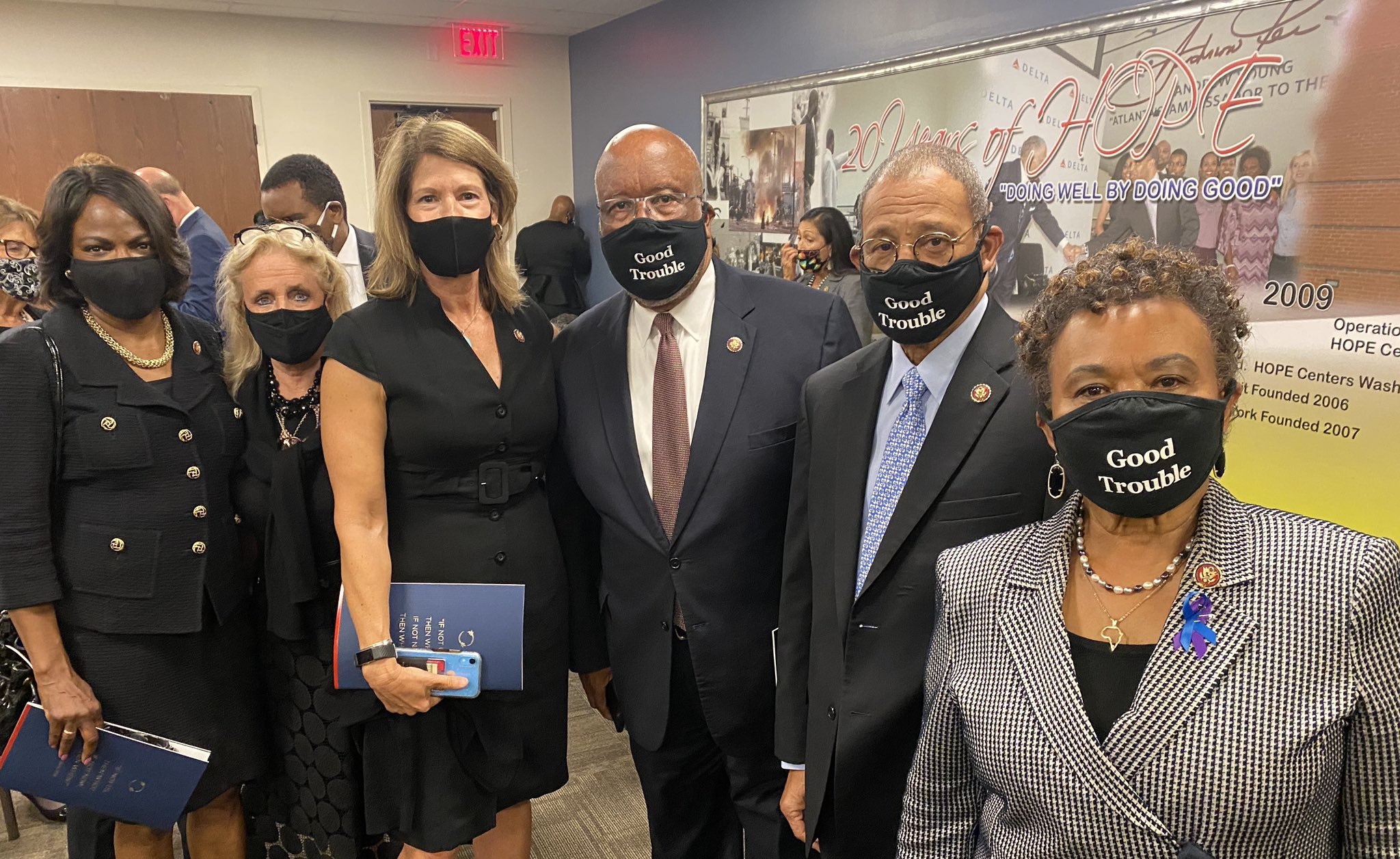
ジョン・ルイスの葬儀にて（2020年7月30日、アトランタ）

リーは2008年アメリカ合衆国大統領民主党予備選挙でバラク・オバマを支持した。2020年アメリカ合衆国大統領民主党予備選挙ではカマラ・ハリスを支持した。
2021年10月現在、リーはジョー・バイデン大統領が表明した立場に100%沿った投票行動を行っている。

#### アメリカ同時多発テロに対する武力行使への反対
2001年、リーはアメリカ同時多発テロ事件直後の武力行使容認決議(AUMF)に対し、連邦議会議員で唯一反対票を投じたことで注目された。リーは、武力行使に反対したのは、軍事行動そのものへの反対ではなく、情勢がまだ明確ではない段階で大統領に過度に広範な戦争遂行権限を与えるべきではないと考えたからだと述べた。リーは、出口戦略も焦点も定めずに制限のない戦争に乗り出さないよう注意せよと他の議員たちに警告した。リーは次のように述べた。
それは、わが国の長期的な外交政策、経済、国家安全保障上の利益を考慮することなく、9・11事件に関与した者なら誰に対しても、どこの国に対しても、時間制限なしに攻撃できるという、大統領への白紙委任でした。このような過度に広範な権限を与えるにあたり、議会はその宣言の特質を理解する責任を怠りました。私は、大統領にこのような戦争決定権を与えることを支持することはできません。これが罪のない人々の命を危険にさらすことになると考えるからです。大統領は、さらなる攻撃からこの国を守る憲法上の権限を持っており、そのために軍を動員しています。議会は、事実が提示されるのを待ち、我々の行動がもたらす結果を十分に理解した上で行動すべきでした。
この投票行動は全国的なニュースとなり、リーの事務所には全米から多数の反響の声が寄せられた。その大半は怒りと敵意に満ちたもので、中にはリーを「共産主義者」「裏切り者」と呼ぶものもあった。リーやその家族に対する殺害予告まであり、合衆国議会警察は24時間リーの身辺警護を行った。他の政治家や『ウォール・ストリート・ジャーナル』紙のコラムニスト、ジョン・ファンドなど、保守寄りの論客もリーを批判した。
2002年、国際平和ビューローはリーに対しショーン・マクブライド平和賞を授与した。受賞スピーチの中でリーは、ワシントン大聖堂のネイサン・D・バクスター司教の発言を引用して、「私たちが行動するとき、私たちが嘆き悲しむような悪にならないようにしましょう」と述べた。
2017年6月29日、下院歳出委員会は、9・11以降のアメリカの軍事行動の基礎となったAUMFを廃止するためのリーの修正案を承認した。この修正案が可決されれば、AUMFは240日以内に廃棄される。2021年6月、リーはAUMFを廃止する超党派の法案を下院に提出し、268対161で可決された。しかし、この法案は上院では採決されなかった。

#### 外交政策
リーは民主党における進歩派とみなされているが、特に外交政策については、他の民主党議員と対立することもあった。1999年、ユーゴスラビア連邦共和国における軍事作戦の制限、コソボ空爆の承認の取消し、ユーゴにおける作戦からの米軍の完全撤退という、共和党が支持する計画にリーは賛成した。前述のように、2002年のイラク戦争決議に連邦議会議員で唯一反対した。2005年、他の45人の民主党議員とともに、オンライン言論の自由法に賛成した。2007年、他の12人の民主党議員とともに、イラク戦争に資金を提供する一方で、米軍の撤退を10月1日までに開始することを義務付ける緊急補正予算案に反対したが、5月2日のブッシュ大統領の拒否権を無効化することに賛成した。2009年11月、リーは国連のゴールドストーン報告書を非難する下院決議に反対票を投じた。
2010年と2011年にはアフガニスタンからの撤兵に賛成した。また、パキスタンやリビアからの撤兵に関する同様の決議にも賛成した。リーは、他の69人の民主党議員とともに、リビアでの限定的な武力行使を承認する決議案に反対した。2011年には、リビアでの軍事作戦のための資金を制限することに賛成した。
2017年8月のインタビューで、ドナルド・トランプ大統領の北朝鮮に関する発言について、「彼（トランプ）の軍事力による威嚇は世界を危険にさらしている。アメリカ合衆国は部屋の中で大人らしくするべきだ」と述べ、トランプの暴言は自身が10代半ばのときのキューバ危機に関するニュースを思い出させるとして、「戦争についての言葉は、（当時は）今ほど理解しがたく危険で恐ろしいものではなかった」と付け加えた。
2018年9月、リーは他の10人の民主党下院議員とともに、「さらなるエスカレーションが続き、和平合意に向けた進展が見られない場合、サウジアラビア主導の連合軍とフーシとの紛争への米軍の関与を撤回させるため、1973年の戦争権限決議を発動する新たな特権決議案を9月に提出する」ことを表明する声明に署名した。
2019年7月、イスラエルに対する世界的なボイコット、投資撤収、制裁を非難する下院決議にリーは反対票を投じた。この決議は398対17で可決された。
2020年10月、アルメニア人が居住するナゴルノ・カラバフに対するアゼルバイジャンの攻撃作戦を非難するマイク・ポンペオ国務長官宛ての書簡にリーは共同で署名した。
2021年4月、リーはアフガニスタンから全ての米軍を撤退させるというジョー・バイデン大統領の計画を支持した。
リーは、ウクライナ紛争へのアメリカの関与を支持し、「民主主義を維持するため」「アメリカ合衆国が歴史の正しい側に立ち、各種資源、経済資源、人道的資源を提供することにより、ウクライナの人々が平和で安全に生活できるようにするため」に、ウクライナへの支援に関する全ての法案に賛成している。ただし、ロシア占領下のウクライナ南東部におけるウクライナの反攻を支援するための、ウクライナへのクラスター爆弾の提供に対しては、リーは反対した。

#### 銃規制
リーは銃規制を強く支持している。2016年6月22日に下院で行われた民主党下院議員による銃規制を求める座り込みに、リーも参加した。参加者は、銃規制を強化する法案の提出を求めた。座り込みにおける声明で、リーは次のように述べた。
テロ容疑者が戦争のための兵器を購入することを可能にする明白な抜け穴を閉じることなどの、常識的な銃規制の改革を、下院の共和党は何度も何度も妨げることにより、アメリカ人の安全を守るための能力を損なわせてきました。これらの戦争兵器の中には、1分間に900発の弾丸を発射できるものもあり、もはやアメリカの街角に居場所はありません。我々は、このような愚行を絶対に許すことはできません。私の支持者や全米の人々が行動を求めていますが、それは下院の共和党指導部によって無視されて続けています。あまりにも多くの人々が、無意味な銃の暴力によって失われています。もうたくさんです。議会はアメリカ人の命を守るために行動しなければなりません。

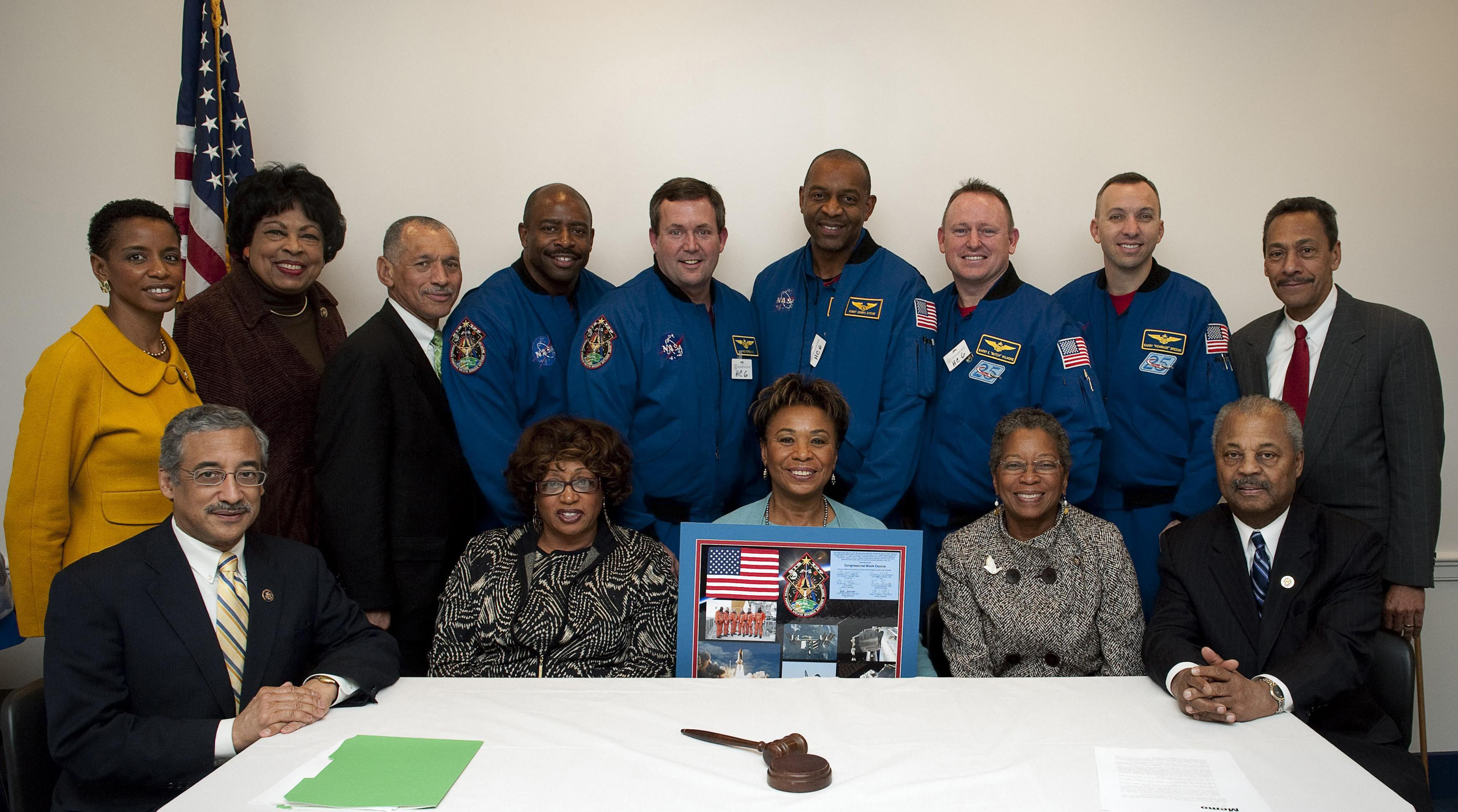
NASA長官チャールズ・ボールデンおよびSTS-129乗員と面会するリー（2010年）

#### 環境問題
リーは2018年2月に「女性と気候変動法」の法案を提出した。これは、「女性と気候変動に関する連邦省庁間作業部会」の設立を目的としたものである。リーはこの法案について次のように述べている。
気候変動は世界中の地域社会に既に影響を及ぼしており、世界の最貧困層の住民に対し不釣り合いな影響を及ぼしています。女性は世界の貧困層の大半を占めており、環境の急激な変化に対して特に無防備です。家族のリーダーとして、女性は食料や清潔な水を確保し、安全な住居を確保し、愛する人の世話をするよう求められています。気候変動の悪化により引き起こされる歴史的な干ばつや海面上昇、激しい暴風雨に対し、女性や女児はこの世界的危機に耐えなければなりません。

#### 教育問題
リーは「シャーリー・A・チザム・アメリカ＝カリブ教育交流法」の法案を作成した。この法律は、カリブ共同体諸国における初等・中等教育についての既存の取り組みを拡大・拡張し、教員の養成法や学校活動の地域社会への関与を高めるための包括的なプログラムを開発することを国際開発庁に対し指示するものである。この法律名は、リーが政治に参加するきっかけとなったメンターだと語るシャーリー・チザムにちなんで命名された。

#### ブラックパンサー党
前述のように、リーは学生時代にブラックパンサー党の活動に関わっていた。
リーは2017年、国立公園局がブラックパンサー・レガシー・プロジェクトへの資金提供を打ち切ったことに反対した。リーは次のように述べた。
国立公園局がブラックパンサー党の研究・解説・記憶プロジェクトのための資源を剥奪したことは法外なことです。ブラックパンサー党は公民権運動に不可欠な存在であり、一般市民にはその歴史を知る権利があります。私は国立公園局と内務省に対し、なぜこのような重要な連邦の資源が取り上げられたのか、十分な説明を求めます。

#### 大麻規制緩和
リーは大麻規制緩和に関する法律改正に向けた取り組みを支持している。2018年、リーは大麻正義法案を議会に提出した。この法案は、規制物質法の対象から大麻を除外し、大麻規制を行う州に罰則を科し、その他社会正義関連の改革を行うものである。リーはこの他に、「州の医療大麻財産権保護法」、「退役軍人の医療大麻セーフハーバー法」、「大麻の過剰な連邦施行・規制の抑制(REFER)法」、「新興大麻取引における衡平かつ持続可能な参加の実現(RESPECT)決議」等の法案・決議案を議会に提出している。リーは、2011年に提出された連邦大麻規制中止法の共同提案者の一人である。2011年、アメリカ合衆国議会大麻議員連盟の共同議長に就任した。

#### 大統領選挙
2001年、前年の大統領選挙におけるフロリダ州での再集計に、他の下院議員と共に反対した。上院議員が誰も反対に参加しなかったため、共和党のジョージ・W・ブッシュの当選が決定した。
2005年、リーは他の30人の民主党下院議員とともにオハイオ州の選挙人票の受け入れ拒否に投票した。最終的に、オハイオ州はジョージ・W・ブッシュが勝利した。
2016年の大統領選挙の後、リーはミシガン州とウェストバージニア州の選挙人票に異議を唱えた。しかし、リーに同意する議員が他にいなかったため、この異議は却下された。いずれの州でも共和党のドナルド・トランプが勝利した。

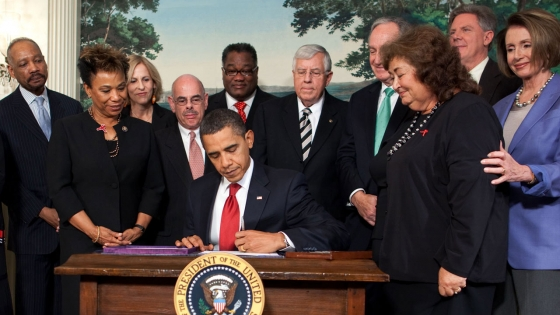
2009年の予算署名式典に参加するリー

#### 国防予算
リーはアメリカ合衆国の軍事予算の10%削減を求めた。リーは、2021会計年度の国防権限法を7400億ドルから縮小する修正案を支持したが、民主党と共和党の大多数がこれに反対した。

#### 住宅問題
リーは、特にイーストベイ地区における、手の届く価格の住宅の供給を最優先事項としている。リーは、住宅保有の機会を拡大し、公共住宅の質を向上させ、ホームレスを支援するための法案を支持・支援してきた。

#### 医療保険
リーは、アメリカ医療保障改革法に対する、人工妊娠中絶に保障を提供する医療保険に制限を加えるストゥパク＝ピッツ修正に対し、強く反対している。リーはメディケア・フォー・オールを支持している。

#### 妊娠中絶
リーは人工妊娠中絶の権利を擁護している。リーは2021年9月30日の下院監視委員会の公聴会で、若い頃に、アメリカでは妊娠中絶が禁止されていたため、メキシコへ行って闇手術を受けたことを証言した。
これは個人的なことで、真に自分だけの問題であり、政治家の仕事ではないと思っていますが、私は自分の話を共有します。ロー対ウェイド事件以前に時計の針が戻されるという現実的な危険があるため、話をせざるを得ないのです。
ドブス対ジャクソン女性健康機構事件における、ロー対ウェイド事件の判決を覆す2022年の最高裁の判断にリーは反対し、これは「生殖の自由に対する攻撃」であり、「右翼の過激派による、女性の権利に対する数十年にわたる組織的な戦略的攻撃」であると非難した。

#### 死刑制度廃止
リーは死刑制度に反対している。2002年、デス・ペナルティ・フォーカスはリーに対し、「マリオ・クオモ勇気の行動賞」を授与した。

#### ルイス・ファラハン
2018年3月、リーは「ファラハン師の反ユダヤ主義的で憎悪に満ちた発言を明解に非難する」と述べた。

### 国連総会アメリカ代表
リーは第68回、第70回、第72回の国連総会にアメリカ代表として出席した。

## 2024年上院議員選挙
2023年1月、引退を表明していたダイアン・ファインスタインの後継として、リーが上院議員に立候補する意向を黒人議員連盟のメンバーに明かしたと報じられた。その前日にはケイティ・ポーター下院議員が立候補を表明していた。また、アダム・シフ下院議員も立候補を表明しており、ロー・カンナも出馬の意向を示していた。リーは2023年2月21日に正式に立候補を表明した。2023年9月29日、ファインスタインが在職中に死去した。カリフォルニア州のギャビン・ニューサム知事は、ラフォンザ・バトラーを残任期間の臨時議員に任命した。リーは2024年3月5日の予備選挙で4位に終わり、11月の本選挙に進出することはできなかった。

## オークランド市長
リーは2025年1月8日、オークランドの特別市長選挙への立候補を表明した。オークランドでは前年、当時の市長シェン・タオが住民投票の結果解職されていた。特別市長選挙には10人が立候補したが、4月15日の投票の結果、リーが僅差で当選し、5月20日に就任した。リーはオークランド初の黒人女性市長である。

## 私生活

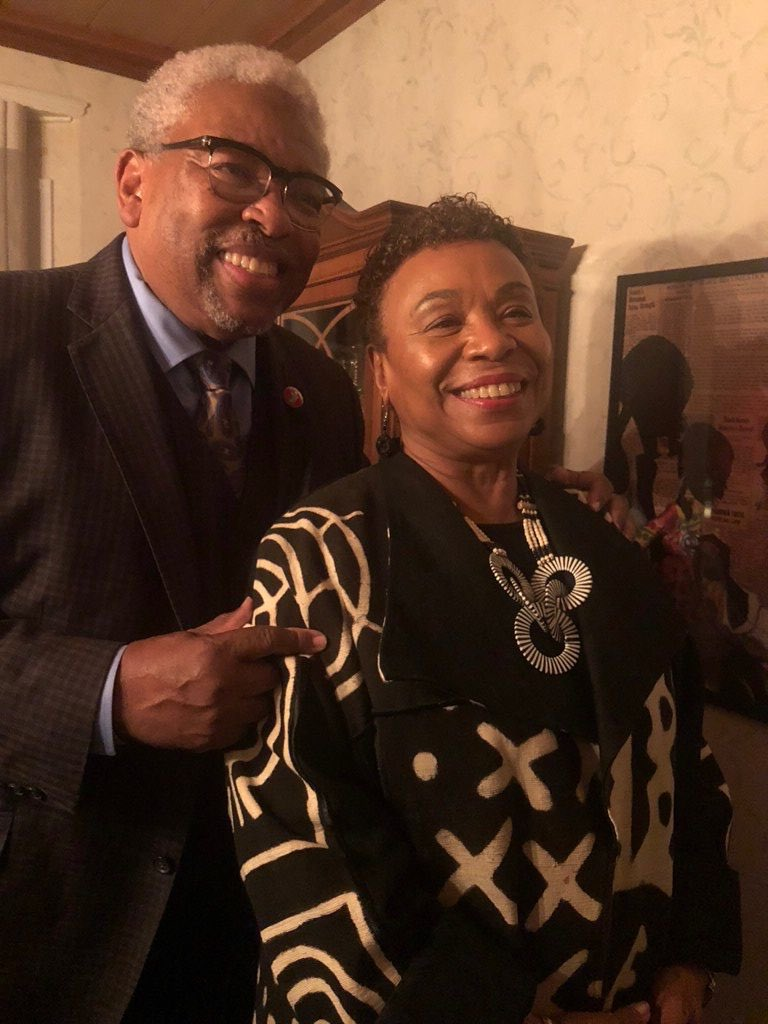
クライド・オーデン・ジュニアとの結婚式にて（2019年12月31日）

リーは1964年に高校を卒業した後、カール・リー(Carl Lee)と結婚した。リーはカールとの結婚生活は酷いものだったと語っており、20歳のときに離婚した。カールとの間にもうけた2人の子供、トニーとグレイグはリーが引き取り、シングルマザーとして育てた。2人とも保険業界で働いており、トニーは保険ブローカー兼コンサルティング会社、ディッカーソン・エンプロイメント・ベネフィットのCEO、クレイグはステートファーム保険の上級幹部である。
リーは2019年12月31日にオックスナード出身の引退した牧師クライド・オーデン・ジュニアと結婚した。2人はオークランドで生活している。
2003年、リーは、ビアンカ・ジャガー、アルンダティ・ロイ、キャシー・ケリーとともにグローバル・エクスチェンジ人権賞の「平和の女性」として表彰された。
2010年、リーはフードスタンプ・チャレンジを行い、その様子がドキュメンタリー映画『フードスタンプド』で取り上げられた。
2014年、エニタン・ベレオラ2世の著書"Gentlewoman: Etiquette for a Lady, from a Gentleman"にヒル・ハーパー、ミーガン・グッドとともに寄稿した。
2015年に第43回トーマス・マートン賞を受賞した。